# Université Rennes-II
Vous lisez un « bon article » labellisé en 2009.
L'université Rennes-II (officiellement université Rennes-II Haute-Bretagne, nom d'usage université de Haute-Bretagne, puis Rennes 2) est, avec l'université de Rennes, anciennement université Rennes-I, l'une des deux universités de la ville de Rennes dans le département d'Ille-et-Vilaine en région Bretagne. Elle a été créée en 1970, issue de la faculté de lettres de l’ancienne université de Rennes dont l’origine remonte à la création de l’université ducale de Bretagne en 1460 à Nantes.
Son campus principal est situé au Nord-Ouest de Rennes dans le quartier de Villejean, comme l’autre campus situé à La Harpe. Une antenne, qu'elle partage avec l'université Rennes-I, est située depuis 1991 à Saint-Brieuc sur le campus Mazier. Elle dispose également d'une implantation sur le campus de Ker Lann à travers l'un de ses laboratoires.
L'université est spécialisée dans les langues (étrangères et régionales), les sciences humaines, les sciences sociales, le sport, les arts et la communication. Au total, elle forme 24 000 étudiants (janvier 2016), répartis dans ses trois campus, dont 3 000 étudiants étrangers. C'est le plus grand pôle de recherche et d’enseignement dans le domaine des sciences humaines et sociales dans l’Ouest de la France.
Les activités de l’université sont visibles au-delà de ses murs, notamment par les Presses universitaires de Rennes dont elle est à l’origine, par les activités des groupements disparus université européenne de Bretagne (PRES) puis université Bretagne-Loire (ComUE), dont elle était cofondatrice, mais aussi par ses activités culturelles liées à celles de la ville de Rennes, notamment par l’accueil de festivals, ou par les activités de l'auditorium du Tambour.

## Histoire

### Fondation de l'université de Bretagne

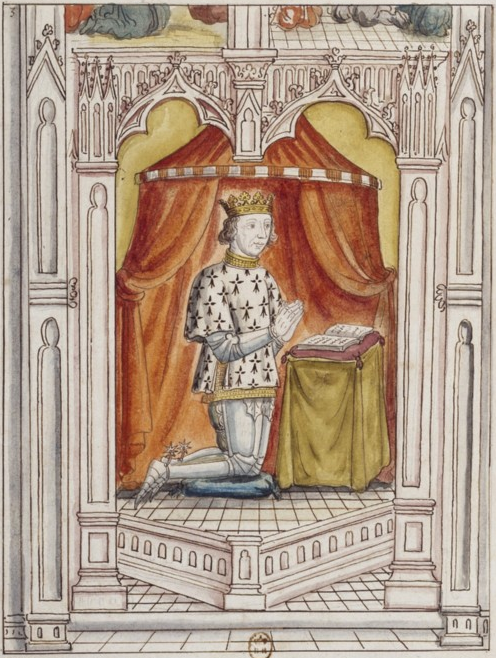
François II, duc de Bretagne.

L’université de Bretagne est fondée à Nantes par Bertrand Milon le 4 avril 1460, à l’initiative du duc François II de Bretagne, et ce par une bulle du pape Pie II, donnée à Sienne. Celle-ci incarne le vœu de François II d’affirmer son indépendance vis-à-vis du roi de France, alors qu’aux abords du duché à Angers en 1432, Poitiers en 1432 et Bordeaux en 1441 s’ouvrent des universités. Créée sous la forme d’un studium generale, cette université peut enseigner toutes les disciplines traditionnelles : arts, théologie, droit et médecine. La population étudiante entre la fin du XVe siècle et durant les deux siècles suivants croît pour atteindre le millier voire 1 500 étudiants, selon les estimations les plus hautes.
Au début du XVIIIe siècle, l’université rentre dans une phase de déclin. Nantes est tout entière tournée vers le commerce (commerce triangulaire à Nantes) et ses élites s’intéressent peu à cette institution. Le poids de Rennes pour les affaires politiques grandit à l’époque avec la tenue du Parlement de Bretagne dans ses murs depuis 1709. Ainsi, en 1728, le maire de Nantes peut écrire que :

« L’université bretonne serait mieux placée à Rennes, pays de lettres, qu’à Nantes où l’on ne respire que le commerce. »

— Gérard Mellier, maire de Nantes.
Par conséquent, la faculté de droit est effectivement transférée à Rennes en 1735 où est déjà présent le palais du Parlement de Bretagne. Les facultés de lettres, de théologie et de médecine sont conservées à Nantes, mais celle de médecine était déclinante, et celle de théologie minée par l’influence du jansénisme. La Révolution signe la fin des universités d’Ancien Régime. En 1793, la Convention nationale ordonne la suppression de toutes les universités et facultés.

### Essor des facultés à Rennes

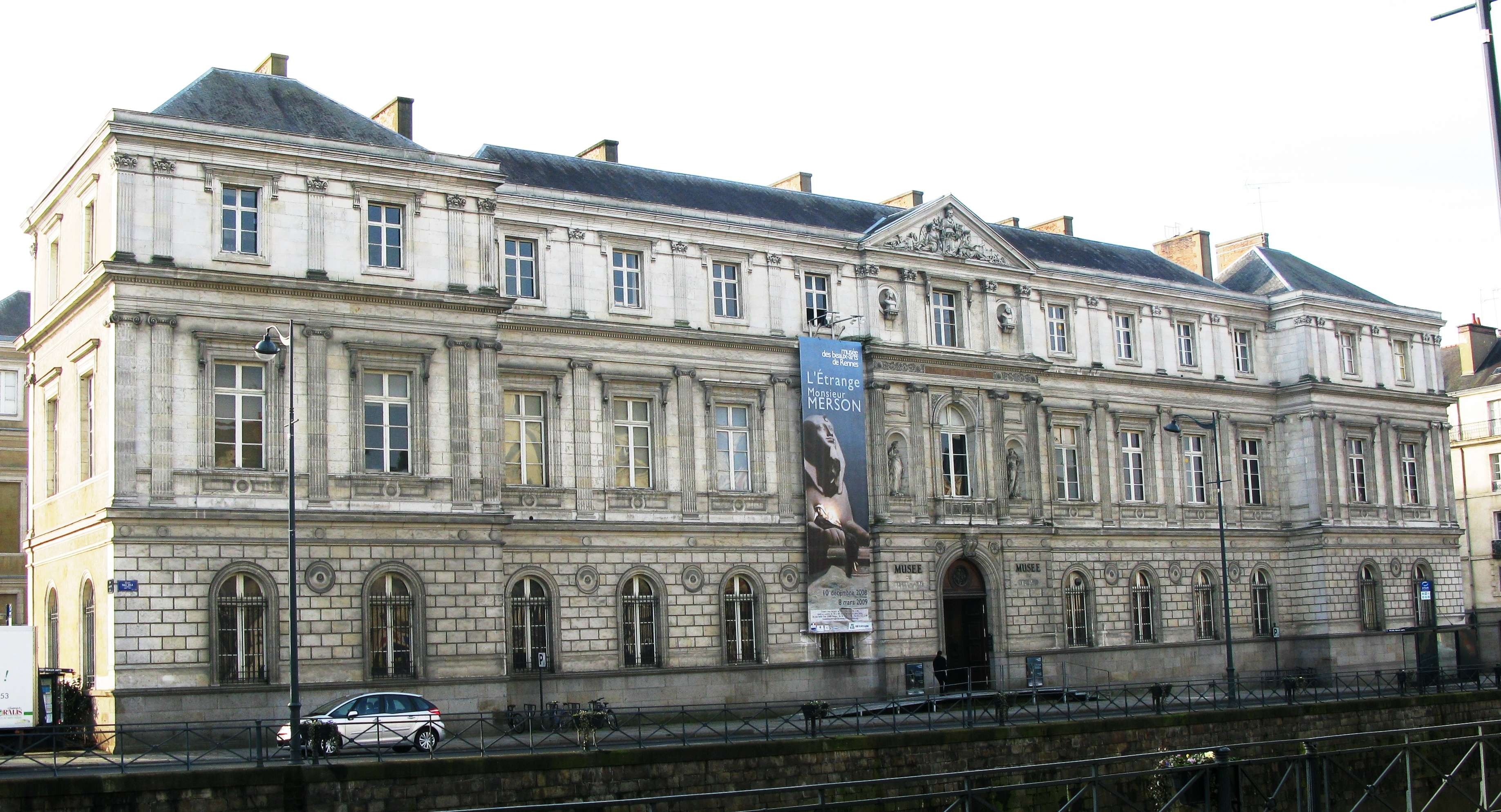
L’ancien palais universitaire de l’université de Rennes, actuel musée des Beaux-Arts.

En 1806, Napoléon Ier réorganise l’ensemble du système d’enseignement français en instituant l’Université impériale, la faculté de droit est rétablie à Rennes. Nantes est oubliée par ce décret, une université sur son territoire n’ouvre qu'à la suite d'un décret du 29 décembre 1961.
En 1810, une faculté des lettres est créée également à Rennes avec, à partir de 1839, cinq chaires (littérature française, littérature ancienne, littérature étrangère, histoire, philosophie). Une faculté des sciences est créée, toujours à Rennes, en 1840. Ces trois facultés restent sans lien institutionnel entre elles jusqu’à la création en 1885 d’un Conseil des facultés qui prend en 1896 le nom d’université de Rennes. Au milieu du XIXe siècle, l’ensemble de ces facultés sont rassemblées dans le palais universitaire situé quai Émile Zola. Elles sont ensuite éparpillées dans le centre-ville.
C’est ainsi que la faculté de lettres s’installe, en 1909, dans l’ancien séminaire acquis par la ville qui jouxte la place Hoche.
En 1954, l’école de médecine et pharmacie devient faculté de médecine. Jusqu’en 1969, l’université de Rennes comprend donc quatre facultés : droit, lettres, sciences, médecine.

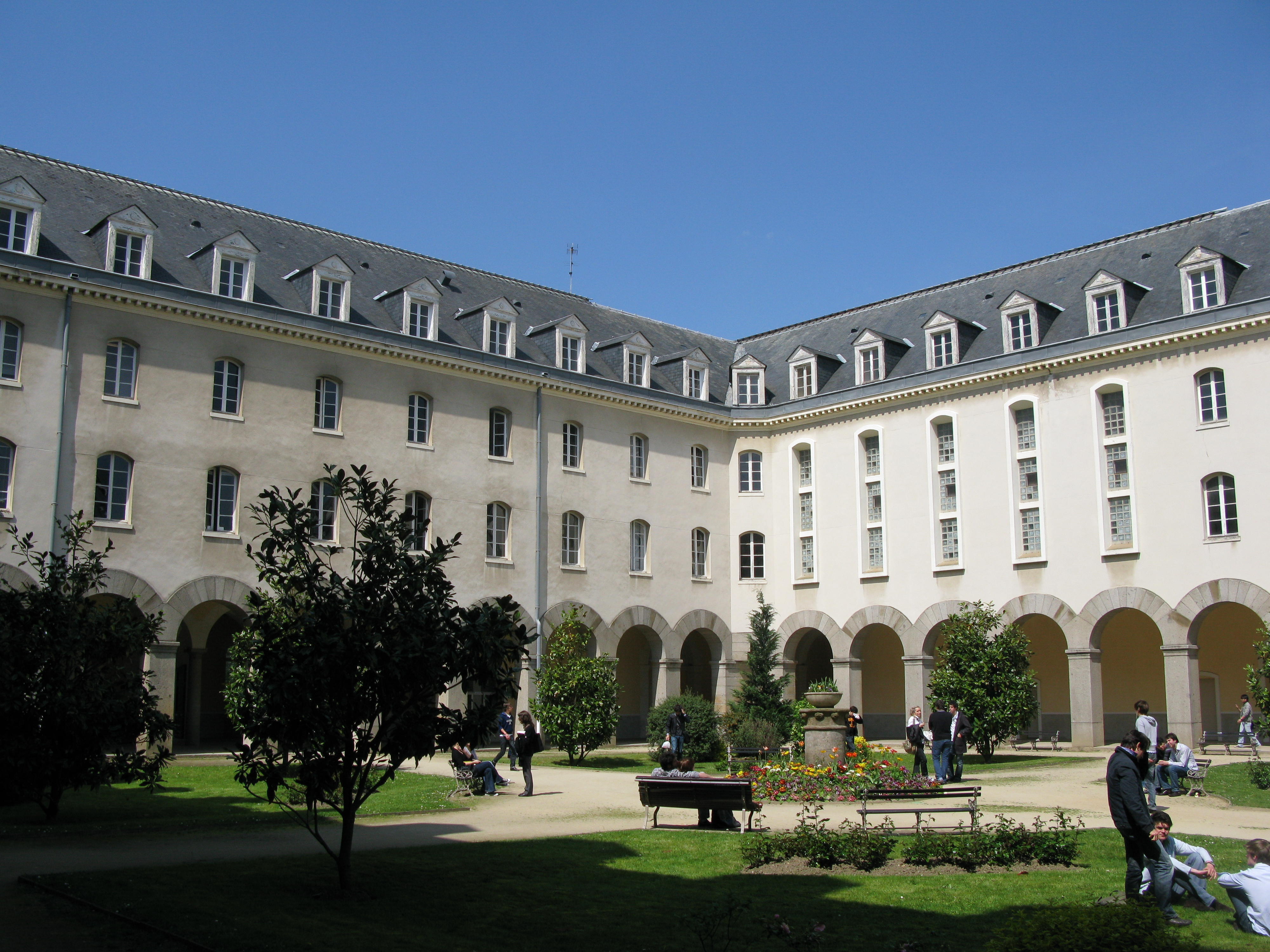
Anciens bâtiments de la faculté de lettres.

Dès la Libération, le recteur de l’académie de Rennes envisage de rassembler les trois facultés rennaises et l’école de médecine et pharmacie sur un même site, au lieu-dit Villejean. En 1950, lorsque la municipalité commence l’aménagement du quartier de Villejean, elle le conçoit comme un quartier réservé au développement universitaire. La hausse du nombre d’étudiants à cette époque impose le déménagement des bâtiments de la place Hoche. Les nouveaux locaux sont annoncés en 1961 alors que l’université fête la même année son 500e anniversaire. Les travaux commencent en 1963. Le complexe universitaire est conçu selon l’organisation des études à l’époque : la première année est commune et la spécialisation se fait les années suivantes. Un long bâtiment est donc prévu pour accueillir les étudiants de première année, alors que d’autres plus petits sont censés accueillir ces mêmes étudiants une fois la première année passée. Entre l’annonce du nouveau campus en 1961 et l’inauguration en 1969, les étudiants passent de 2 400 à 6 613.
En 1967, les étudiants de la faculté de lettres font leur première rentrée dans un campus encore en chantier. Les observateurs d’alors sont élogieux pour le nouveau campus : « L’édifice central est allongé interminablement. L’effet est singulier de ces mille fenêtres au cadre bleu foncé. En réalité, les murs ne sont que fenêtres. Cette faculté sera une maison de verre. ». Les évènements de mai 68 remettent en cause l’ancienne organisation de l’université et les différents facultés doivent revoir leur organisation. À Rennes, les évènements ont affecté les relations entre les différentes facultés, et la scission de l’université de Rennes en plusieurs entités s’impose.

### Scission de l'université de Rennes

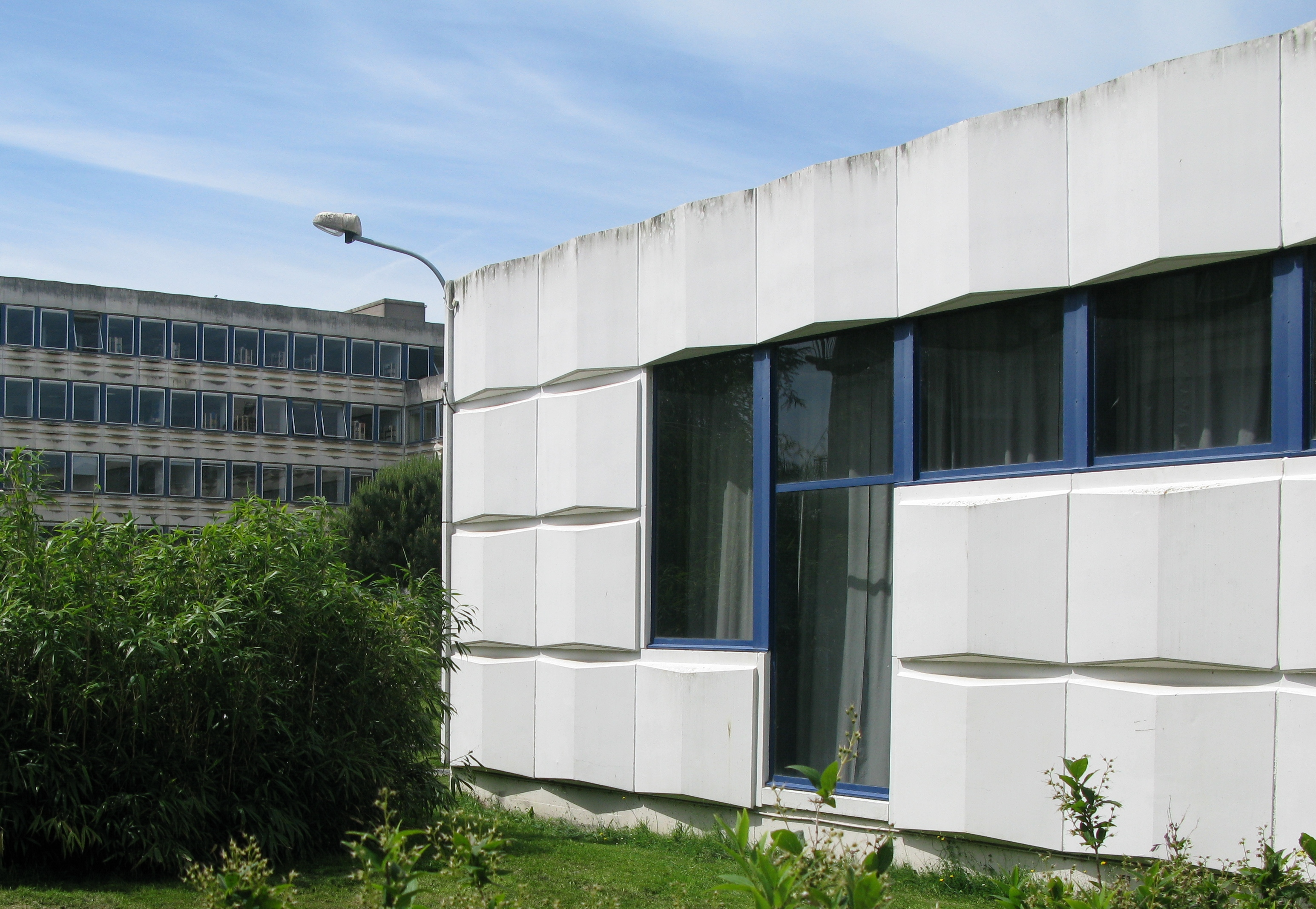
Les premiers bâtiments de l’université, avec leurs moulures en béton caractéristiques.

En 1969, un décret d’application de la loi Faure consacre la création de deux universités à Rennes (universités de Rennes 1 et de Rennes 2). L’ancienne faculté de lettres sert de base pour la naissance de la nouvelle université ; cette dernière récupère les enseignements des chaires de la faculté à l’exception de celle de la philosophie, rattachée à Rennes 1, mais récupère les enseignements de sports, créés ex nihilo en 1972.
À l’est de la ville, Beaulieu accueille les composantes issues de l'ancienne faculté de sciences, ainsi que la philosophie. Les composantes issues de la faculté de droit restent dans le centre-ville de Rennes. À l’ouest, le campus de Villejean est consacré aux langues, aux sciences artistiques, humaines, sociales et au sport. La faculté de médecine, composante de Rennes 1, est contigüe à Rennes 2 et se situe au pied du plus grand complexe hospitalier de Bretagne : le centre hospitalier universitaire de Pontchaillou.
À partir de 1984 et la Loi Savary, les UER de langues se regroupent au sein d'une UFR, sa forme administrative actuelle.
En 1993, un nouveau bâtiment est inauguré sur le campus de Villejean pour accueillir les enseignements,.
L’organisation en chaires laisse sa place à une organisation en onze unités d’enseignement et de recherche (UER), puis à partir de 1985 en une organisation en unités de formation et de recherche (UFR), qui compte alors vingt composantes, y compris l’Institut universitaire de technologie de Vannes. Cette organisation est revue en 1993 pour ne plus compter que cinq UFR.
L’université connaît une phase de croissance à partir des années 1990. En 1991, le campus Mazier à Saint-Brieuc voit l’installation d’une antenne délocalisée de l’université Rennes 2 avec des formations en histoire et en administration économique et sociale puis des enseignements de géographie en 1993. L’université continue sa croissance la même année avec l’inauguration d’un nouveau campus à La Harpe, et avec l’ouverture d’un nouveau bâtiment destiné à l’enseignement des langues étrangères. L’essor des campus de Vannes et de Lorient aboutissent en 1995 à la création d’une université nouvelle, l’université Bretagne-Sud. En mars 2002, le campus de Villejean est connecté au métro VAL avec sa station « Villejean - Université » jouxtant la présidence de Rennes 2. L’université, jusqu’à cette date excentrée et périphérique, est accessible du centre-ville en moins de cinq minutes.
Depuis la fin des années 2000, les deux universités Rennes 1 et Rennes 2 réfléchissent à fusionner pour créer une seule et même université rennaise. Cette dualité n’est pas unique en France, mais la tendance serait plutôt à la réunion afin d’obtenir une meilleure visibilité internationale ainsi qu’une mutualisation des moyens. Bertrand Fortin et François Mouret, alors respectivement présidents de Rennes 1 et Rennes 2, se sont montrés partisans d’une réunification, resserrant les liens et cultivant les partenariats. La fusion est initialement envisagée pour 2016 et en mars 2014, Rennes 1 et Rennes 2 confirment un projet de fusion devant être effectif à cette date. L'objectif annoncé était de proposer une offre de formation et de recherche attractive, cohérente, pluridisciplinaire et innovante. Cependant, en janvier 2015, des désaccords internes sur le projet amènent à la démission de plus des deux tiers du conseil d'administration de l'université. Ceci entraine la dissolution des instances et le départ du président Jean-Émile Gombert. De nouvelles élections portent à la présidence de l'université Olivier David le 17 avril 2015, qui a confirmé que le processus de fusion était désormais enterré.
En attendant une éventuelle fusion avec l'université Rennes 1, les universités et écoles bretonnes se sont associées en 2006 dans le cadre d’un PRES afin de mettre en avant la recherche bretonne. Cette association est l’université européenne de Bretagne. Un des aspects de cette association est la signature commune de la recherche. Ainsi les publications seront signées sous le nom de l’UEB. Le but est de permettre une meilleure visibilité internationale aux établissements bretons. L’université est passée à l’autonomie au 1er janvier 2010.
La faculté de lettres emménage dans ses locaux actuels à la rentrée 2011, après la fin des travaux de construction du bâtiment S.
En 2017, sept établissements rennais d'enseignement supérieur, l'université Rennes 1, l'université Rennes 2, l'École des hautes études en santé publique (EHESP), l'École normale supérieure de Rennes (ENS), l'École nationale supérieure de chimie de Rennes (ENC), l'Institut national des sciences appliquées de Rennes (INSA) et Sciences Po Rennes se sont engagés avec le « projet Université de Rennes » ou « Unir » à mettre en place un regroupement d'établissements d'enseignement supérieur territorial pour « gagner en attractivité », avec finalité « la création d'une grande université de recherche et de formation reconnue internationalement ».
En septembre 2020, les établissements membres du projet Université de Rennes créent un conseil d’appui scientifique et sanitaire sous l’impulsion de l’École des hautes études en santé publique (EHESP) dans le contexte de pandémie de Covid-19.

### Les présidents de l’université Rennes 2
Depuis la création de l’université, treize présidents se sont succédé à la tête de l’établissement. Le président de l’université est Vincent Gouëset (d). Il succède le 12 mai 2023 à Christine Rivalan-Guégo (d).

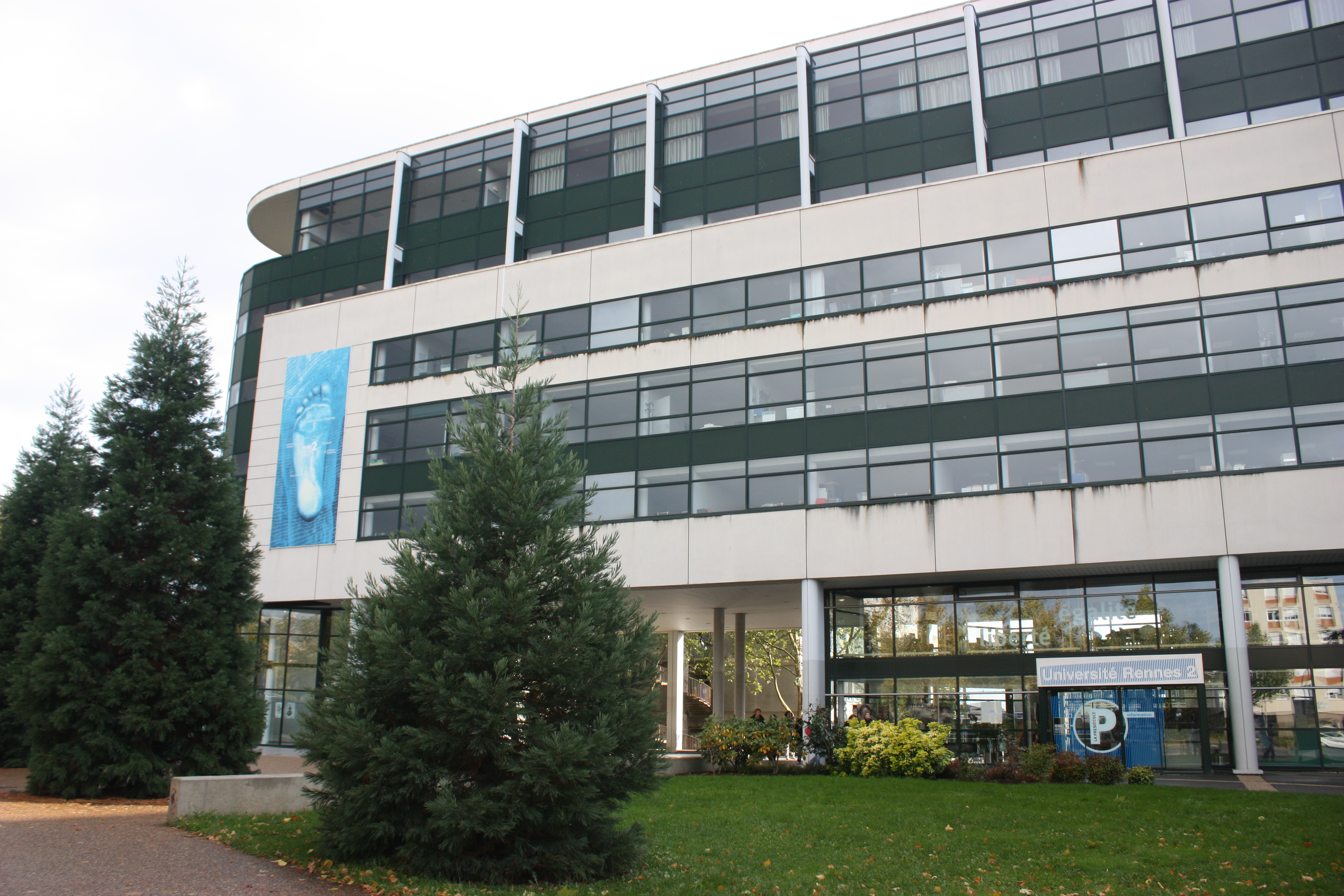
Le bâtiment P, la présidence, siège de l’administration de l’université.

Liste des présidents de l’université Rennes 2 :
| René Marache                | 1970–1975               |
| Michel Denis                | 1976–1980               |
| Marie-Paule Duminil (d)     | 1981-1982               |
| Jean-François Botrel        | 1982–1986               |
| Jean Mounier                | 1986–1991               |
| André Lespagnol             | 1991–1996               |
| Jean Brihault               | 1996–2001               |
| François Mouret             | 2001–2006               |
| Marc Gontard                | 2006-2010               |
| Jean Émile Gombert          | 2011-janvier 2015       |
| Olivier David (d)           | avril 2015-juin 2021    |
| Christine Rivalan-Guégo (d) | septembre 2021-mai 2023 |
| Vincent Gouëset (d)         | mai 2023-               |

## Structure
Conformément au code de l'éducation qui fixe l’organisation légale des universités publiques en France, Rennes 2 se compose d’UFR (Unités de formation et de recherche, parfois appelées facultés). D’autres services n’offrent pas de formations mais concourent à l’activité de l’université et disposent de statuts variés. Il en existe une vingtaine à Rennes 2, ils peuvent avoir une visibilité extérieure assez importante en raison de leurs activités.

### Unités de formation et de recherche

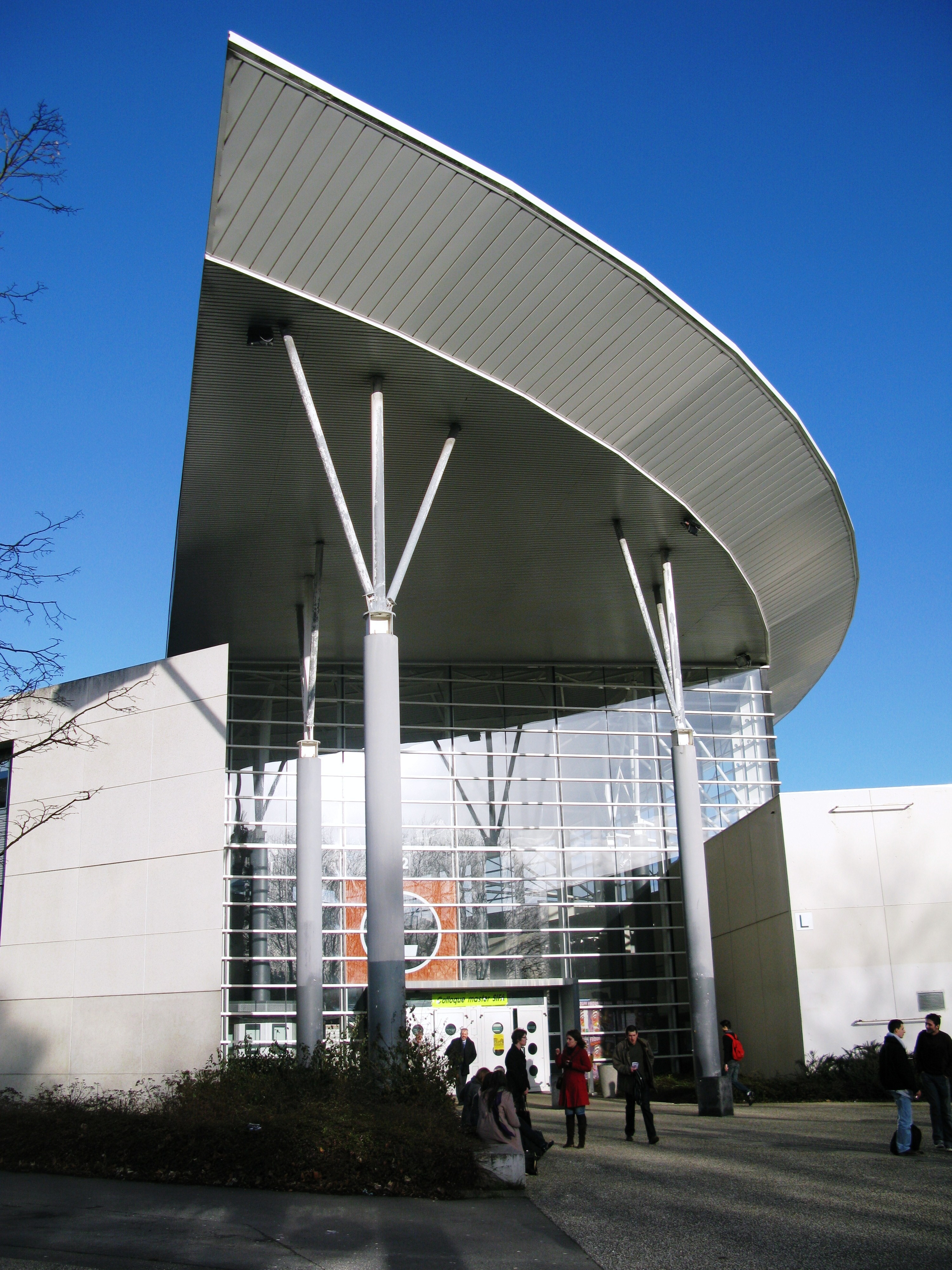
Entrée de l'UFR langues.

L’université est structurée autour de cinq composantes de formation et de recherche. Elles ont la charge de la formation des étudiants, mais aussi d’une partie des activités de recherche via des laboratoires de recherche et des instituts. Certains de ces derniers peuvent être communs à d’autres établissements d'enseignement et de recherche. L’accession en premier cycle se fait de droit pour tous les titulaires d’un baccalauréat ou d’un titre équivalent.
- l’UFR d'activités physiques et sportives (STAPS) dirigée par Armel Crétual a la charge des formations en sport. Elle est structurée en un unique département, et comporte deux unités de recherche.
- l’UFR arts, lettres, communication (ALC) dirigée par Marion Denizot a la charge des formations en arts plastiques, en arts du spectacle, en histoire de l’art, en lettres, en musique et sciences de l'information et de la communication. Elle est structurée en six départements, et comporte cinq unités de recherche.
- l’UFR langues dirigée par Anthony Larson a la charge des formations en langues. Elle est structurée en neuf départements, et comporte quatre unités de recherche. Un total de vingt-et-une langues vivantes sont enseignées.
- l’UFR sciences humaines dirigée par Camilo Charron a la charge des formations en psychologie, en sciences de l’éducation, et en sociologie langage et communication. Elle est structurée en trois départements, et comporte quatre unités de recherche.
- l’UFR sciences sociales dirigée par Johann Oswald a la charge des formations en administration économique et sociale (AES), en géographie et aménagement de l’espace, en histoire, et en mathématiques appliquées aux sciences sociales (MASS). Elle est structurées en quatre départements, et comporte sept unités de recherche.

### Écoles doctorales

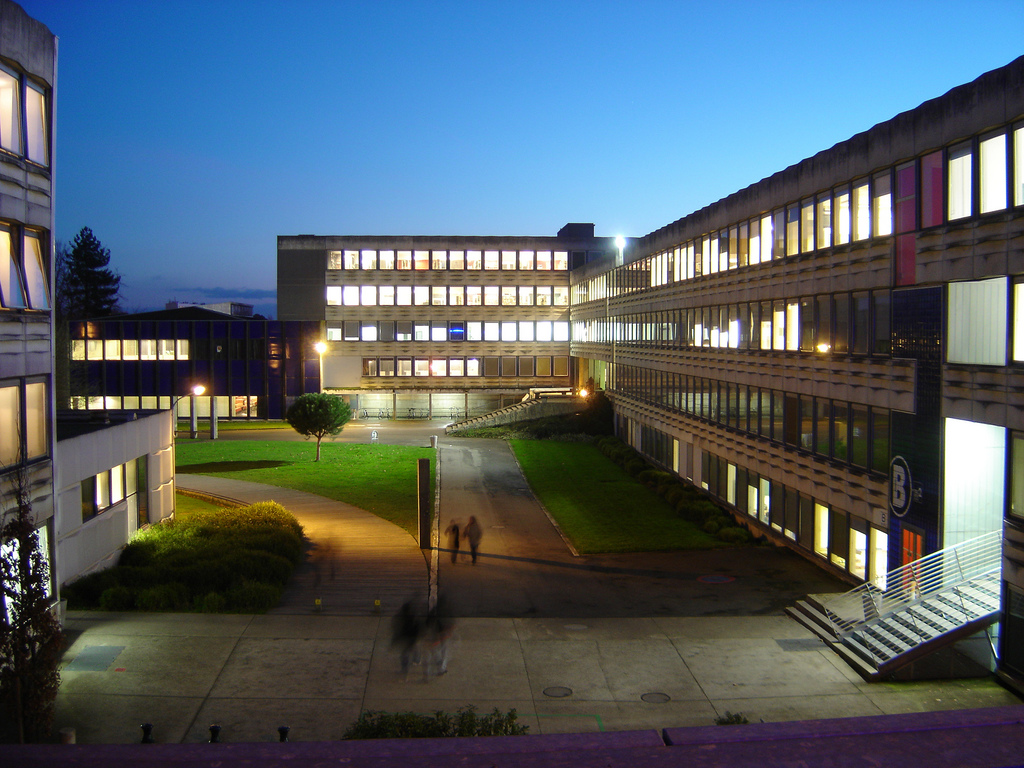
Vue sur les bâtiments B et D de Louis Arretche.

L’université héberge trois écoles doctorales, l’école doctorale « Espaces, sociétés, civilisations » (ESC), l’école doctorale « Arts, lettres, langues » (ALL) et l’école doctorale « Education, Langages, Interactions, Cognition, Clinique, Expertise » (ELICCE). Elles s'inscrivent dans le prolongement des ED précédentes, mais réduites à leur périmètres breton (Bretagne Pays-de-Loire auparavant) et accréditées sous leurs formes actuelles depuis 2022. Elles relèvent du Collège doctoral de Bretagne qui associe les établissements du supérieur de la région Bretagne[source insuffisante], dirigé par Philip Milburn pour le site de Rennes. Elles ont la charge du suivi des étudiants en troisième cycle universitaire, mais aussi de la gestion des habilitations à diriger des recherches. L’université est aussi membre de quatre collèges doctoraux internationaux qui permettent la mise en place de cotutelle de thèses, les collèges doctoraux franco-algériens, franco-brésiliens, franco-chinois, et franco-japonais.
L’école doctorale ESC est dirigée par Véronique Van Tilbeurgh, ALL par Anne Goarzin et ELICCE par Elisabeth Richard.

### Service universitaire d'enseignement à distance
| Liste des directeurs du SUED |                    |
| 1964-1969                    | Charles Lecotteley |
| 1969-1975                    | Michel Rousse      |
| 1975-1979                    | Claude Nières      |
| 1979-1985                    | Hermann Affolter   |
| 1985-1988                    | Michèle Touret     |
| 1988-1993                    | Hermann Affolter   |
| 1993-1999                    | Albert Foulon      |
| 1999-2000                    | Jacques Degouys    |
| 2000-2005                    | Olivier David      |
| 2005-2008                    | Irène Langlet      |
| 2008-2015                    | Jacques Carpentier |
| 2015-2018                    | Yvonnick Noël      |
| 2018-2020                    | Elsa Chusseau      |

Le service universitaire d’enseignement à distance a la charge des enseignements de premier et deuxième cycle des étudiants qui ne peuvent suivre leurs cours sur le campus. Depuis 1964, il dispense des formations universitaires (diplômantes et non diplômantes) aux étudiants concernés. D’une centaine de personnes à ses origines, le nombre d'étudiants est passé à 800 en 1975, avant d’atteindre en 2009 environ 1 500 étudiants résidant dans le Grand Ouest voire au-delà. Les formations dispensées sont passées durant la même période de trois spécialités (anglais, histoire et lettres) à une douzaine actuellement.
Dépendant initialement de l’université de Rennes et situé place Hoche, le SUED (alors SED) assurait son enseignement par la diffusion plusieurs soirs par semaine par tranches de deux heures de cours enregistrés dans les studios de Radio-Bretagne, avenue Janvier. Après la scission de l’université, son nouveau directeur, Michel Rousse, obtient du ministère des crédits pour l’installation d’un studio d’enregistrement propre à l’université sur le campus de Villejean. En 1998, les studios SUED aménagent dans le bâtiment des langues, nouvellement construit, l’ancien studio étant légué à Radio Campus Rennes, association étudiante qui l’utilisera jusqu’à son déménagement dans le bâtiment EREVE en 2004. Entretemps, le reste des activités du SUED a été transféré sur le campus de la Harpe en octobre 1992, par la volonté du président André Lespagnol d’y créer un pôle publics adultes. Le service s’ouvre à de nouvelles technologies, proposant ses enseignements sous la forme de vidéos, puis par la diffusion de celles-ci via internet. Depuis sa création, dix directeurs se sont succédé à sa tête.
Par le nombre de ses étudiants, il se situe au cinquième rang parmi les vingt-trois centres universitaires de télé-enseignement français. Il occupe une place importante dans la région du Grand Ouest, puisqu’il propose des formations que n’offrent pas les SUED des autres universités de la zone comme celle de Nantes, ou celle de Caen[réf. nécessaire].
Début 2017, le SUED est transformé en service universitaire de pédagogie (SUP).

### Service commun de documentation

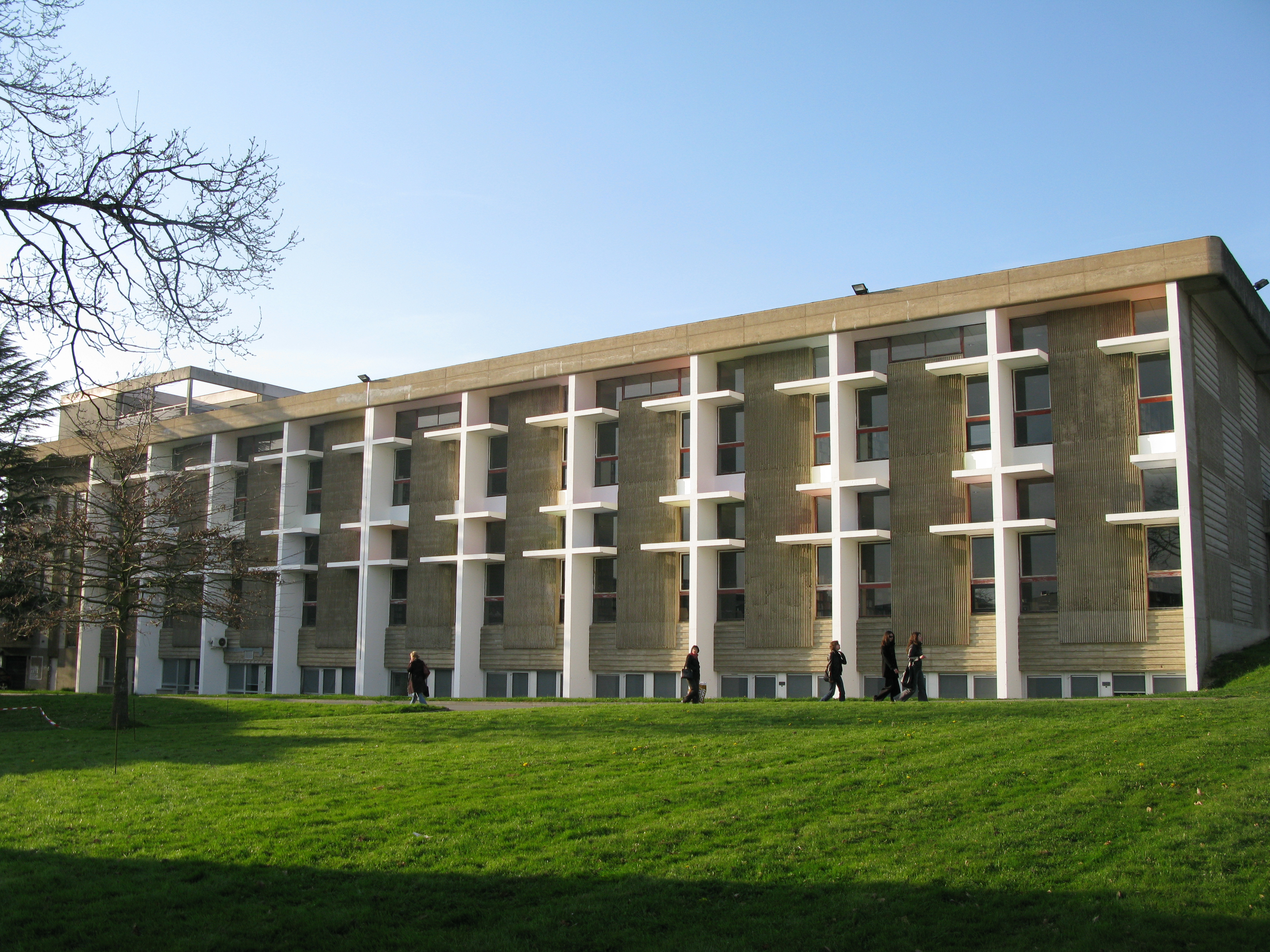
La bibliothèque universitaire centrale.

Le service commun de documentation (SCD) gère l’ensemble des fonds documentaires de l’université. Il a été créé le 25 juin 1990 par le Conseil d’administration de l’université, pour prendre la suite de l’ancienne bibliothèque interuniversitaire de Rennes, qui a été partagée entre les universités de Rennes 1 et de Rennes 2 en la même année[source insuffisante] . Ceux-ci sont accessibles sur les sites suivants :
- une bibliothèque universitaire centrale, offrant un fonds de 735 621 entrées[52], dont l’intégralité des thèses soutenues à l’université, et un fonds de livres anciens de plus de 55 000 volumes antérieurs à 1915[53]. Le bâtiment agrandi en 2004 dispose d’une capacité de 2676 places assises.
- une médiathèque de langues étrangères[54] offrant un fonds de 135 288 entrées et d’une capacité de 210 places assises. Elle propose des documents dans les vingt-et-une langues enseignées.
- sept bibliothèques d'UFR, offrant des fonds de 312 021 entrées. De tailles variables, elles disposent d’une capacité totale de 693 places assises.
- une bibliothèque au pôle universitaire de Saint-Brieuc de 110 875 entrées.

Un système de prêt entre bibliothèque (PEB) permet en outre aux étudiants à partir du master ainsi qu’aux enseignants d’accéder à des ouvrages non disponibles à Rennes mais disponibles dans des bibliothèques ou des centres de documentation français comme étrangers.

### Presses universitaires de Rennes
Les presses universitaires de Rennes sont une maison d’édition gérée par l’université. Elles ont été initialement créées en 1984 sous la forme d’un service d’édition de l’université. Elles sont transformées en maison d'édition universitaire en 1990 sous l’impulsion d’André Lespagnol, alors président de l’université. En 2004, elles sont réformées pour prendre la forme d’un service d’activités industrielles et commerciales commun aux neuf universités du réseau des universités de l'ouest Atlantique (RUOA).
Premières presses universitaires de France par leur nombre de publications annuelles, elles sont passées de vingt titres publiés à leur création en 1984 à quelque deux cents en 2008 ce qui offre aux chercheurs des universités membres du réseau des possibilités de publication avec la garantie d’une structure de visibilité nationale et internationale. Elle a été qualifiée de « magnifique exemple de réussite universitaire, qui s’impose au monde professionnel » lors du rapport de l'AERES. Les PUR sont dirigées jusqu'à sa retraite en 2016 par Pierre Corbel (d), par Cédric Michon (d) puis depuis 2021 par Pierre-Henry Frangne. Elles sont localisées dans les locaux de la Maison des sciences de l'homme de Bretagne (MSHB), bâtiment Germaine Tillion, dans le quartier de Villejean.

## Enseignements et recherche

### Formation

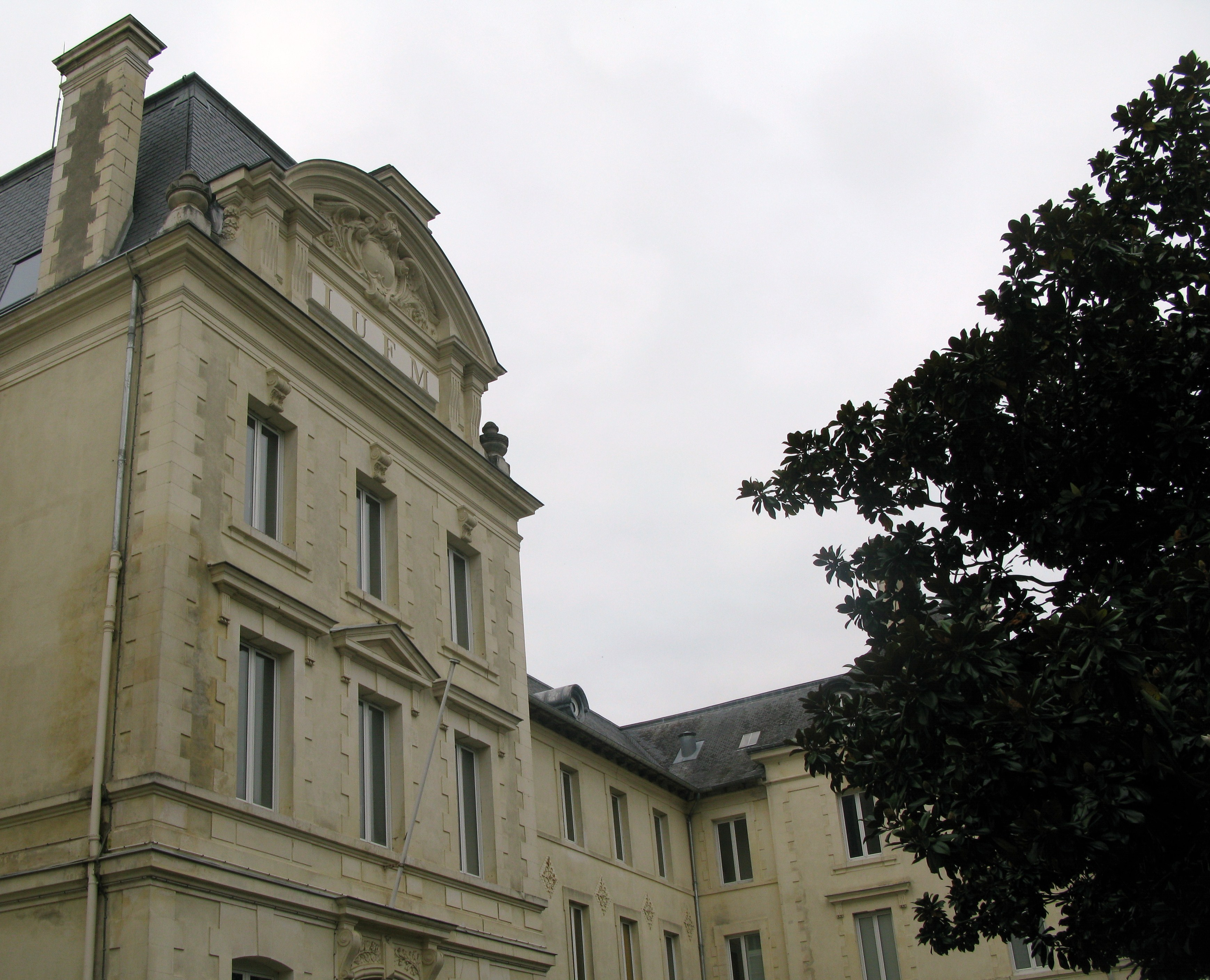
L’ESPE de Rennes, école interne de l’université de Bretagne-Occidentale avec laquelle travaille l’université pour la formation des enseignants du secondaire.

L’ensemble des composantes de l’université propose près d’une centaine de diplômes nationaux, et forme à plusieurs concours. Cette offre de formation est celle du contrat 2008-2011.

#### Licences et assimilés
L’université propose des formations pour le diplôme d'accès aux études universitaires permettant aux non bacheliers d’accéder aux études supérieures, pour le diplôme national de guide interprète national (DNGIN) ; cinq mentions de diplôme d'études universitaires scientifiques et techniques (DEUST) sont aussi proposés : métiers des bibliothèques et de la documentation, usages socio-éducatifs des technologies de l’information et de la communication, animation et gestion des activités physiques et sportives ou culturelles (milieux urbains ; et sports nature et aquatiques, tourisme et randonnées côtières).
La licence générale est délivrée dans plusieurs domaines qui se déclinent ensuite en mentions puis en spécialités. Il est proposé à Rennes 2 :
- la licence arts, lettres, langues et communications avec huit mentions ;
- la licence sciences humaines et sociales avec sept mentions ;
- la licence sciences et techniques des activités physiques et sportives avec cinq mentions ;
- la licence sciences, technologies, santé avec une mention.

Par ailleurs l’université organise l’enseignement de dix licences professionnelles.

#### Masters
De la même façon, le master est délivré dans plusieurs domaines qui se déclinent ensuite en mentions puis en spécialités et éventuellement en parcours. Il est proposé à Rennes 2 :
- le master arts, lettres, langues et communications avec six mentions ;
- le master sciences humaines et sociales avec sept mentions ;
- le master sciences, technologies, santé avec deux mentions.

Ces formations représentent 42 spécialités et onze avec un partenariat international. Dans le rapport de l’Agence d'évaluation de la recherche et de l'enseignement supérieur (AERES) de juin 2008 concernant ces masters, 32 de ces masters récoltent la mention maximale de « A - très favorable » et 25, « la mention B - favorable ».

#### Préparation aux concours
L’université offre aussi des préparations pour des concours de la fonction publique comme le CAPES en partenariat avec l'École supérieure du professorat et de l'éducation de Bretagne, une école interne de l’université de Bretagne occidentale présente à Rennes et l’agrégation à l'université Rennes 2.

### Échanges internationaux

Entrée principale de l'université sur la place Recteur-Henri-Le-Moal.

Au fil des années, l’université a développé un large réseau d’échange. Celui-ci s’est principalement constitué entre 2001 et 2005, les flux d’étudiants augmentant pendant cette période de 80 % pour les entrants, et de 95 % pour les sortants. Profitant des jumelages de la ville de Rennes avec d’autres métropoles du monde, l’université a mis en place des accords avec des universités des villes partenaires, telles que l’université de Rochester, l'université du Tōhoku à Sendai,, ou l’université du Shandong.
D’autres accords d’échanges avec des noms de l’enseignement mondial reconnus à l'échelle mondiale complètent ces offres d’échange, notamment avec l’université de Cambridge ou l’université de Waseda.
L’université est aussi partie prenante dans des programmes d’échanges plus généraux tels qu’Erasmus ou CREPUQ. 224 accords sont en cours avec des universités étrangères, dont 172 dans le cadre du programme Erasmus, et 52 hors Europe. En 2008-2009, 360 étudiants sont ainsi partis à l’étranger.
L’université accueille aussi des étudiants étrangers pour des séjours plus ou moins longs. En 2008-2009, 2 074 étudiants étrangers étaient inscrits à Rennes 2, soit 12 % de la population étudiante de l’université. 1 079 d’entre eux étaient inscrits dans le cadre d’un diplôme LMD, pour un total de 114 nationalités représentées. Parmi celles-ci, les Chinois (192 étudiants), les Américains (127 étudiants) et les Allemands (117 étudiants) sont les trois nationalités les plus représentées. La même année, avec 1,69 % de ses étudiants inscrits issus d'un échange Erasmus, l'université figure à la 8e des universités françaises pour cette population. Des cours de français sont aussi dispensés dans le cadre du CIREFE à ce public.
L’université est aussi partenaire d’établissements d’enseignement supérieur étrangers par ses onze masters internationaux. Elle a ainsi passé des accords dans ce domaine avec des universités comme celles de Madrid, de Brasilia, de Moscou, ou encore l'École supérieure de commerce de Hanoi.

### Activités de recherche
Cette section ne s'appuie pas, ou pas assez, sur des sources secondaires ou tertiaires indépendantes du sujet. Le texte peut contenir des analyses inexactes ou inédites de sources primaires.
Pour l'améliorer, ajoutez-en, ou placez des modèles {{Source secondaire souhaitée}} ou {{Source secondaire nécessaire}} sur les passages mal sourcés. (novembre 2022)
La recherche à l’université est structurée autour de dix-neuf laboratoires de recherche, dont sept équipes qui sont associées au CNRS par des unités mixtes de recherche (UMR). Elle est regroupée dans trois domaines de recherche. La plupart de ces laboratoires travaillent en commun avec d’autres établissements supérieurs. Selon le classement Webometric de 2009 portant sur les établissements supérieurs de recherches et d'enseignements, l’université se situait aux alentours de la cinquantième place française, et de la millième place à l'échelle mondiale en termes de publication de recherche via internet. Sur la période 2008-2011, 86 % des chercheurs de l'université sont considérés comme publiants.
- Axe de recherche espaces géographiques et historiques :

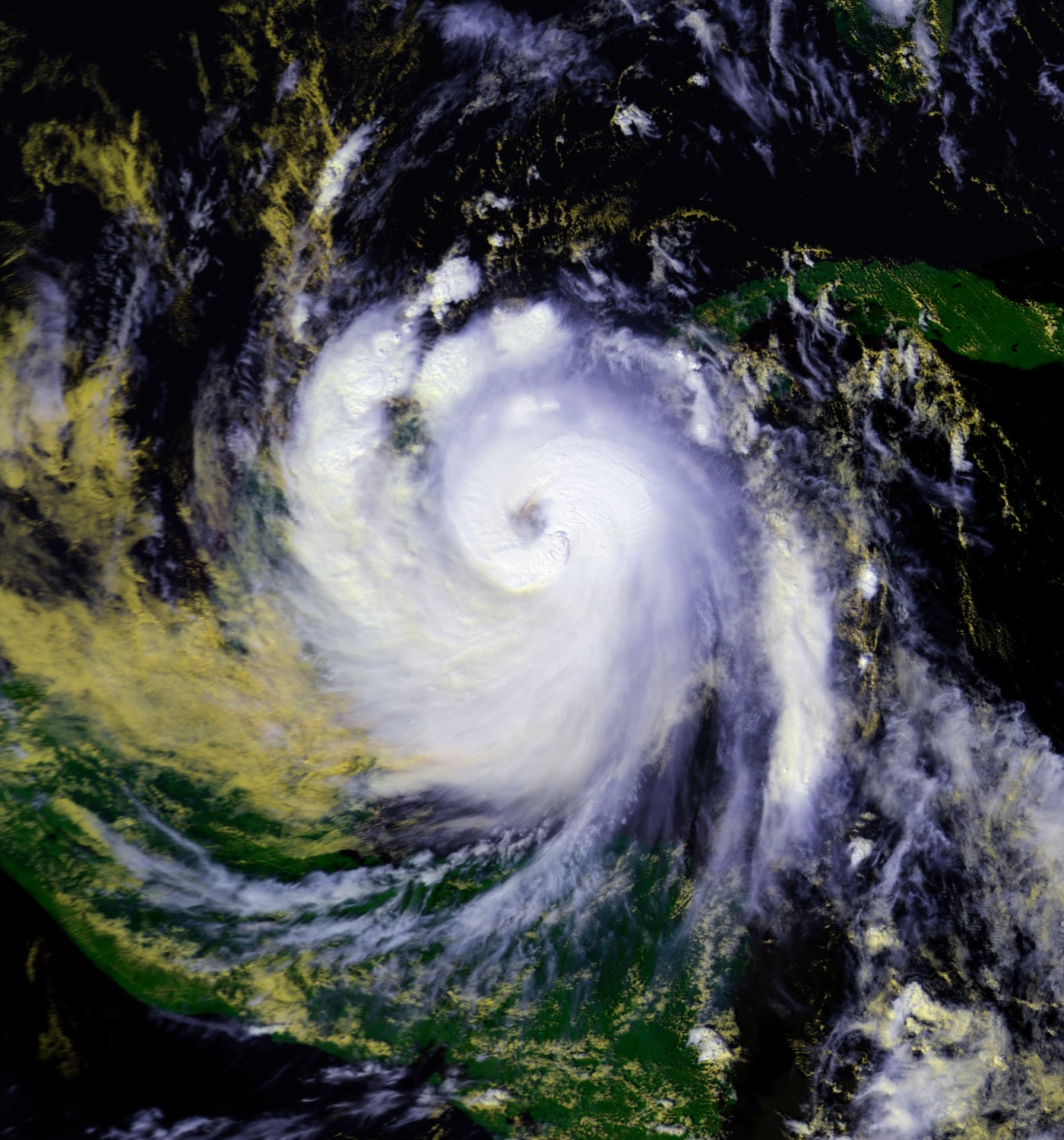
Le Costel traite des images satellites comme celles du satellite NOAA-14.

Le laboratoire « COSTEL » (CNRS UMR 6554 : Climat et occupation du sol par télédétection) travaille sur les dynamiques d'occupation et d'utilisation des sols. Le laboratoire ESO-Rennes, site rennais de l'UMR 6590 CNRS espaces et sociétés est un laboratoire de géographie sociale travaillant sur les dimensions spatiales des sociétés. Le laboratoire « Tempora » (EA 7468), créé en 2017, explore les relations entre-temps, espace et territoire de l'Antiquité au XXIe siècle, de la Bretagne à l'histoire globale. Le laboratoire « Histoire et critique des arts » travaille dans le domaine de l’histoire de l'art de l’époque antique à l’époque moderne, des théories liées à ceux-ci, mais aussi à l’archéologie.
- Axe de recherche santé, éducation, innovations technologiques :

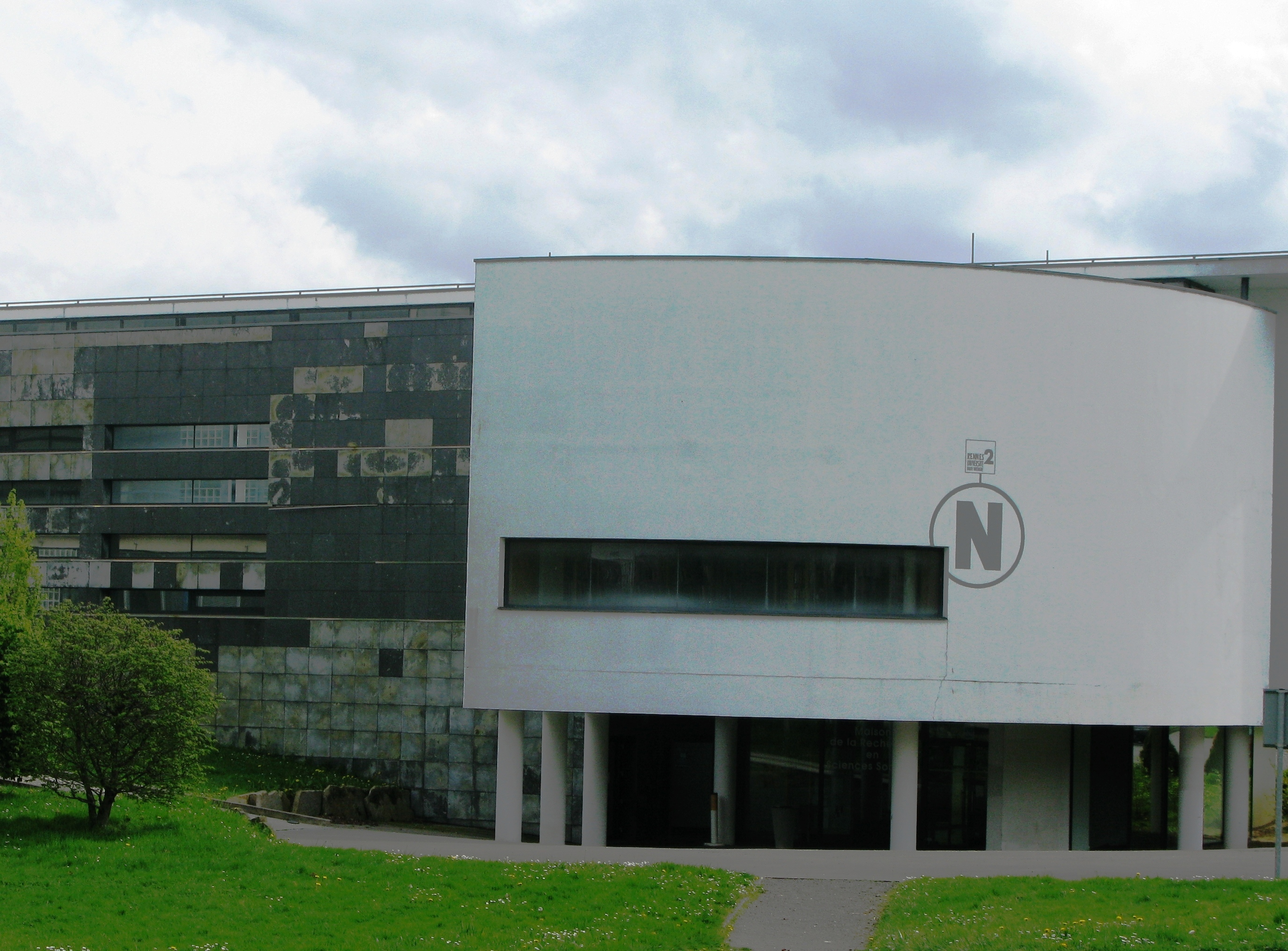
Le bâtiment N accueille la Maison de la recherche en sciences sociales.

Le laboratoire « mouvement, sport, santé » (EA 1274, abrégé en M2S) travaille sur le métabolisme et sur l’analyse, la modélisation et la simulation du mouvement. Le « Laboratoire de psychologie : cognition, comportement, communication » (EA 1285, abrégé en LP3C) travaille sur un grand nombre de sujets liés à la psychologie et aux sciences cognitives. Le laboratoire « recherches en psychopathologie : nouveaux symptômes et lien social » (EA 4050) travaille dans le domaine de la psychanalyse lacanienne. Le « Centre de recherche sur l’éducation, les apprentissages et la didactique » (EA 3875, abrégé en CREAD) travaille dans le champ de l'éducation, de l'enseignement et de l'apprentissage. Le laboratoire « linguistique et didactique des langues » (EA 3874, abrégé en LIDILE) travaille dans le champ de la linguistique. Le « Centre de recherches en sciences sociales / laboratoire d’économie et de sciences sociales de Rennes » (équipe de recherche reconnue par le Conseil scientifique de l'université, abrégé en Cress-Lessor) travaille sur le sujet des solidarités, de l'égalité, et des performances. Le « laboratoire archéologie et histoire Merlat » (CNRS UMR 6566, abrégé en LAHM) travaille de manière interdisciplinaire sur l'archéologie. Le « laboratoire interdisciplinaire de recherche en innovations sociétales » (EA 7481, abrégé en LIRIS) travaille sur un grand nombre de sujets relevant de l'anthropologie, de la sociologie, de la gestion, de l'économie et du droit. L’« Institut de recherche mathématique de Rennes » (CNRS UMR 6625, abrégé en IRMAR) travaille dans le domaine des mathématiques sur la géométrie, l’analyse et l’aléatoire.
- Axe de recherche arts, lettres, langues :

L'équipe « pratiques et théories de l'art Contemporain » (EA 7472, abrégé en PTAC) travaille sur le domaine des arts contemporains. L'équipe « arts : pratiques et poétiques » (EA 3208, abrégé en APP) travaille sur le domaine du cinéma, du théâtre et de la musique. L'équipe « plurilinguismes, représentations, expressions francophones - information, communication, sociolinguistique » (EA 3207, abrégé en PREFics) travaille sur des problématiques liées à la francophonie. Le « Centre d’études des littératures anciennes et modernes » (EA 3206, abrégé en CELAM) travaille sur les littératures anciennes et modernes. Le « Centre de recherche bretonne et celtique » (CNRS FRE, abrégé en CRBC) travaille dans le domaine historique et linguistique sur les régions de cultures bretonnes et celtiques. L'équipe « anglophonie, communautés, écritures » (EA 1796, abrégé en ACE) travaille sur des sujets liés aux littératures et aux questions de sociétés de l'anglophonie. L'« équipe de recherche interlangues : mémoire, identités, territoires » (EA 4327, abrégé en ERIMIT) est composée de plusieurs équipes travaillant sur des questions littéraires et sociales des Amériques, de la lusophonie, de Péninsule Ibérique, et de la littérature germanique et slave. Enfin le « Centre de ressources et d’études audiovisuelles » (ou CREA-CIM) est un service commun de l'université qui travaille sur la production et la conception de documents audiovisuels et multimédias destinés à la formation ou à la valorisation de la recherche.
L’université compte aussi d’autres structures comme l’Institut de criminologie et sciences humaines ou la Fondation William Faulkner qui interviennent sur d'autres aspects de la recherche.

## Campus

Localisation des campus rennais.

Les composantes de l’université sont réparties dans les quelque 150 000 m2 de terrain des trois campus, dont deux basés à Rennes et un à Saint-Brieuc dans les Côtes-d'Armor. Elle dispose également d'une implantation sur le campus de Ker Lann.

### Campus de Villejean
Le campus de Villejean, le campus principal de l’université, est localisé dans le quartier du même nom, au nord-ouest de Rennes. Il rassemble quatre des cinq UFR, l’administration centrale, la bibliothèque universitaire, la salle de spectacle le Tambour et la Galerie Art & Essai. Plusieurs composantes de l’université Rennes 1 (UFR de médecine et d’odontologie), ainsi que l’École des hautes études en santé publique sont aussi présent sur celui-ci. Son inauguration remonte à 1969, après le début des travaux en 1963. Le campus se développe de nouveau dans les années 1990 afin d’accueillir un nombre de bacheliers en forte hausse, avec notamment en 1993 l’inauguration du pôle langues, en 1997, avec l’ouverture de la salle du Tambour, et en 2004 avec la livraison du bâtiment Erève. Il accueille 17 500 étudiants sur une surface de 104 618 m2 de terrain, et 75 778 m2 pour les salles.

### Campus de La Harpe
Le campus de la Harpe est situé à Rennes, au nord du campus principal. Il regroupe l’UFR d'activités physiques et sportives, les presses universitaires de Rennes, le service universitaire d'enseignement à distance, la bibliothèque de section de l'UFR, ainsi que plusieurs autres services de l'université. Ceux-ci occupaient jusqu'à cette date le campus de Villejean. Son inauguration remonte au 11 mai 1993, mais certains services comme le SUED avaient déjà intégré le campus dès 1992. Il accueille quelque 1 700 étudiants sur une surface de 21 119 m2 de terrain, et de 11 217 m2 pour les salles.

### Campus Mazier
Le campus Mazier est situé dans la ville de Saint-Brieuc dans les Côtes d'Armor. Il est principalement dévolu au premier cycle universitaire. Créé par l'université Rennes 1 en 1987 et aménagé dans une ancienne école primaire, l’université y ouvre en 1991 des annexes de ses UFR d'activités physiques et sportives, de sciences sociales, et d'arts, lettres, communication. Il accueille quelque 800 étudiants sur une surface de 19 316 m2 pour le terrain, de 8 352 m2 pour les salles de cours, et de 2 531 m2 pour le gymnase Gernugan.
Une bibliothèque de 110 875 entrées est aussi présente.

### Campus Ker Lann
Le campus de Ker Lann est situé sur la commune de Bruz, dans l'agglomération rennaise. C'est un campus mixte accueillant des grandes écoles et des entreprises. L'université Rennes 2 y est implantée à travers son laboratoire M2S (mouvement, sport, santé) dans des locaux qu'elle partage avec l'École normale supérieure de Rennes[réf. souhaitée].

## Vie étudiante

### Médias

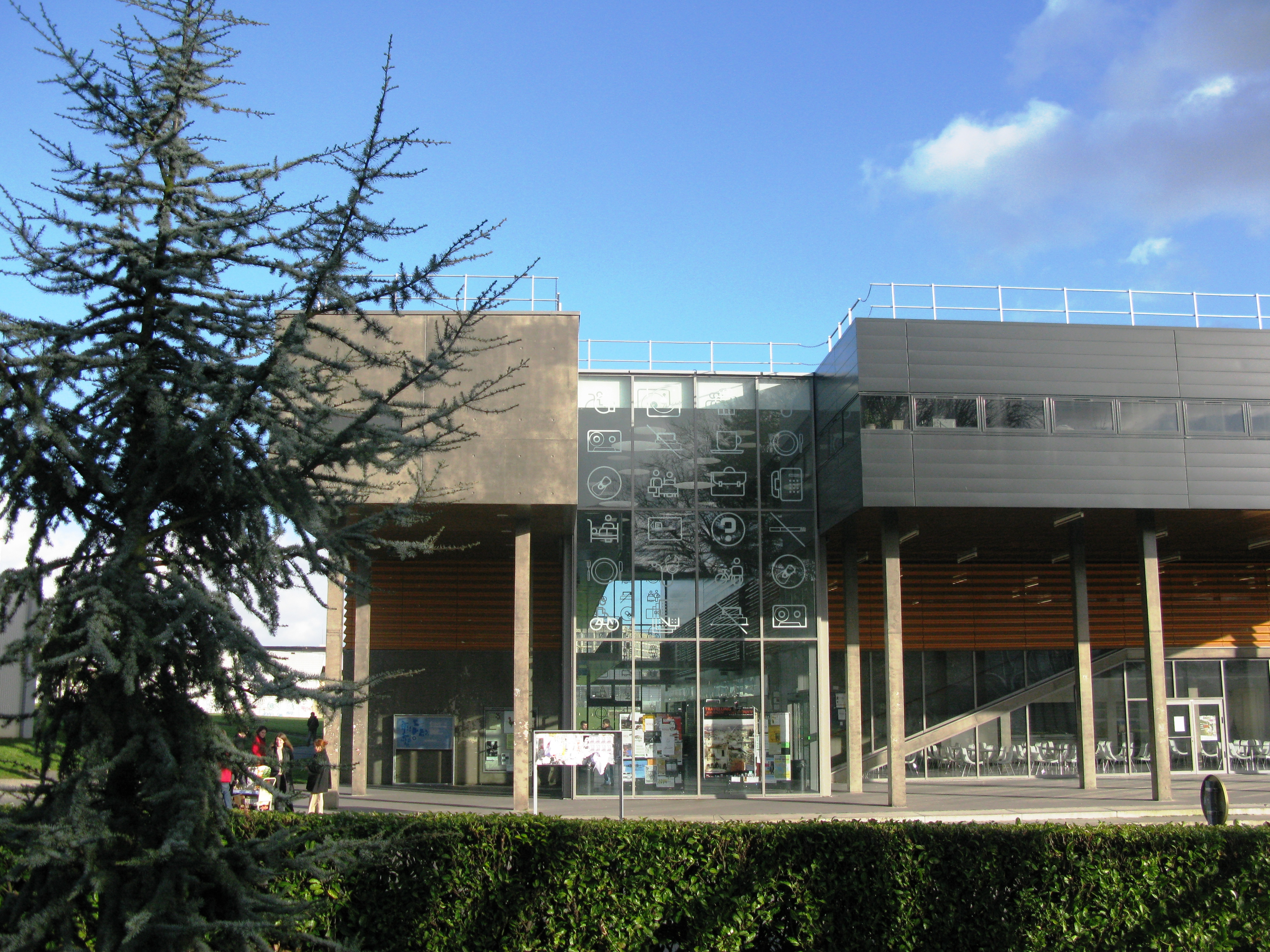
Le bâtiment R, siège de plusieurs associations et syndicats.

Depuis 1996, le campus dispose d’une radio qui émet 24 heures sur 24, C-Lab. Gérée par des étudiants, elle diffuse ses programmes sur la fréquence 88,4 MHz dans toute l’agglomération rennaise. En 1998, celle-ci hérite du SUED un studio d’enregistrement propre, avant d’aménager dans le bâtiment EREVE en 2004 et d’y trouver de nouveaux locaux. La radio dispose par ailleurs d’un studio de production au Diapason sur le campus de Beaulieu.
L’université dispose aussi d’un journal depuis 2008. Le 2 est publié par l’université et s'adresse aux personnes fréquentant l’université, étudiants comme personnels.
La même année, l’université a lancé sa webTV, l’aire d’u. Celle-ci fonctionne sous la forme de la VOD, et dispose d’un fonds de plus de 500 documents créé depuis 1987, puis numérisé à partir de 2004. Celui-ci comporte des documents créés dans le cadre des activités de recherches et d'enseignements de l'université, mais aussi issu de partenariats avec d'autres institutions régionales ou nationales.

### Associations étudiantes
Avec ses quelque 90 associations étudiantes, l'université Rennes 2 est l'une des universités françaises qui compte le plus grand nombre d'associations par étudiant[source secondaire souhaitée].
Depuis le début de 2005, et l'inauguration du bâtiment R dit « EREVE », elles disposent d’un espace destiné à leurs activités et intégré dans l'espace de l’université. Cependant, la plupart d'entre elles sont toujours disséminées dans les différents bâtiments du campus.
Des associations diverses sont présentes sur le campus. Nationales comme Genepi, ou plus locales, elles sont centrées sur des projets se déroulant à l'intérieur comme à l'extérieur du campus[réf. souhaitée].
En 2017, le Bureau de la vie étudiante de l'université Rennes 2 est créé, il rassemble l'ensemble des associations étudiantes et des élus étudiants de l'université, pour proposer des actions à l'échelle du campus.

### Vie culturelle

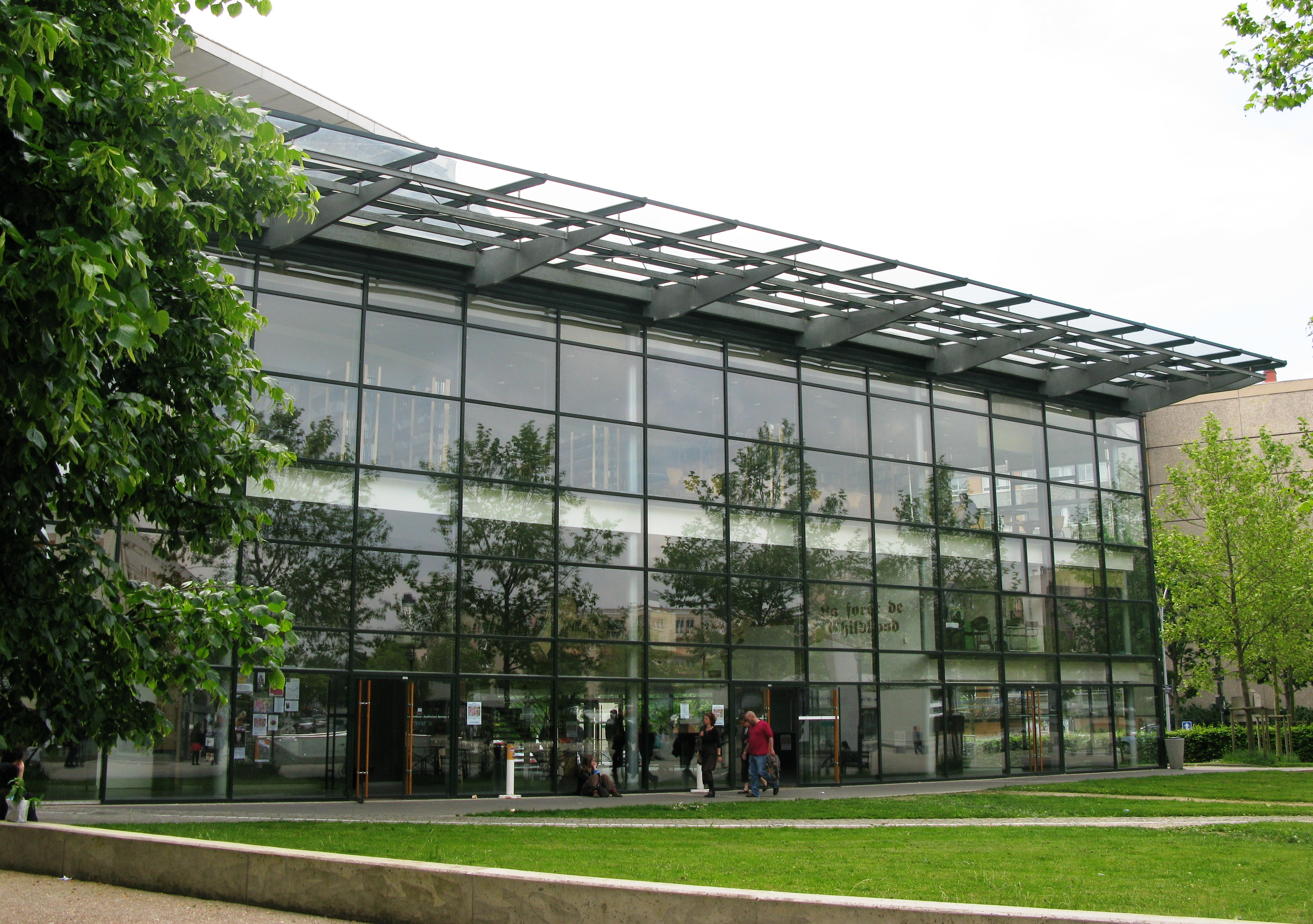
Le Tambour, auditorium du bâtiment O accueille plusieurs événements sur le campus de Villejean.

Plusieurs festivals rythment la vie du campus. La plupart sont développés par des étudiants de l’université et couvrent une variété de domaines très large. Certains peuvent évoluer et se développer hors des murs de l’université au point de devenir autonome, comme le festival Electroni(k), dernier exemple en date. L’université accueille aussi d’autre évènements de la ville grâce à ses équipements comme l’auditorium du Tambour[réf. souhaitée].
Parmi les festivals issus de l’université, on compte K-barré qui sert d’espace de création et de représentation de créations scéniques étudiantes et le festival Entrez dans L'Arène (par l'association L'Arène Théâtre, née en 1996) qui permet la diffusion de créations théâtrales et d'art vivant. Roulements de tambour, porté par les étudiants en musicologie, réunit lui diverses créations musicales. Les Tubas d'or enfin sont une compétition qui vise depuis 2005 à faire découvrir des talents dans le monde des courts-métrages[réf. souhaitée].
D’autres festivals qui se sont autonomisés continuent à se tenir sur le campus. Travelling, principal festival cinématographique rennais, est né à Rennes 2 de l'association Clair obscur[source secondaire souhaitée]. Il s’est développé à partir de l’université à partir de 1990, avant de s’étendre à l’ensemble de l’agglomération[source secondaire souhaitée]. Electroni(k), festival spécialisé en musique électronique, arts et technologies est présent dans d’autres villes bretonnes. Mythos[source insuffisante], le festival des arts de la parole, existe depuis 1996. Il compte plusieurs sites dans la ville de Rennes en plus du campus.
D’autres festivals comme Jazz à l'Ouest[source insuffisante], festival de jazz de l'agglomération rennaise, et représenté sur le campus en plus de manifestations sur différents sites de Rennes.
Par ailleurs, d’autres festivals comme les Transmusicales sont issus de l'environnement de l'université,.

### Mouvements sociaux

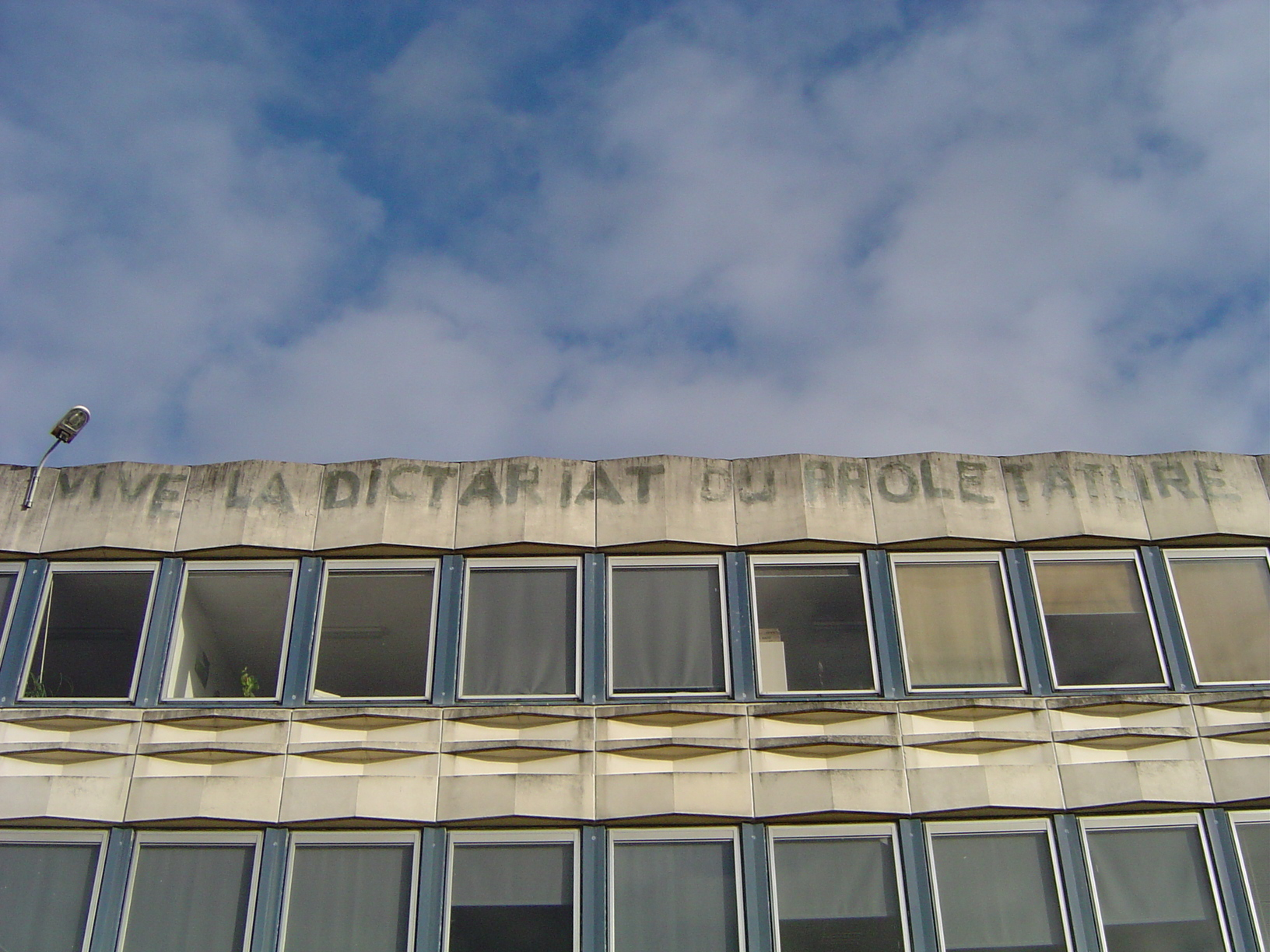
« Vive la dictariat du prolétature ».

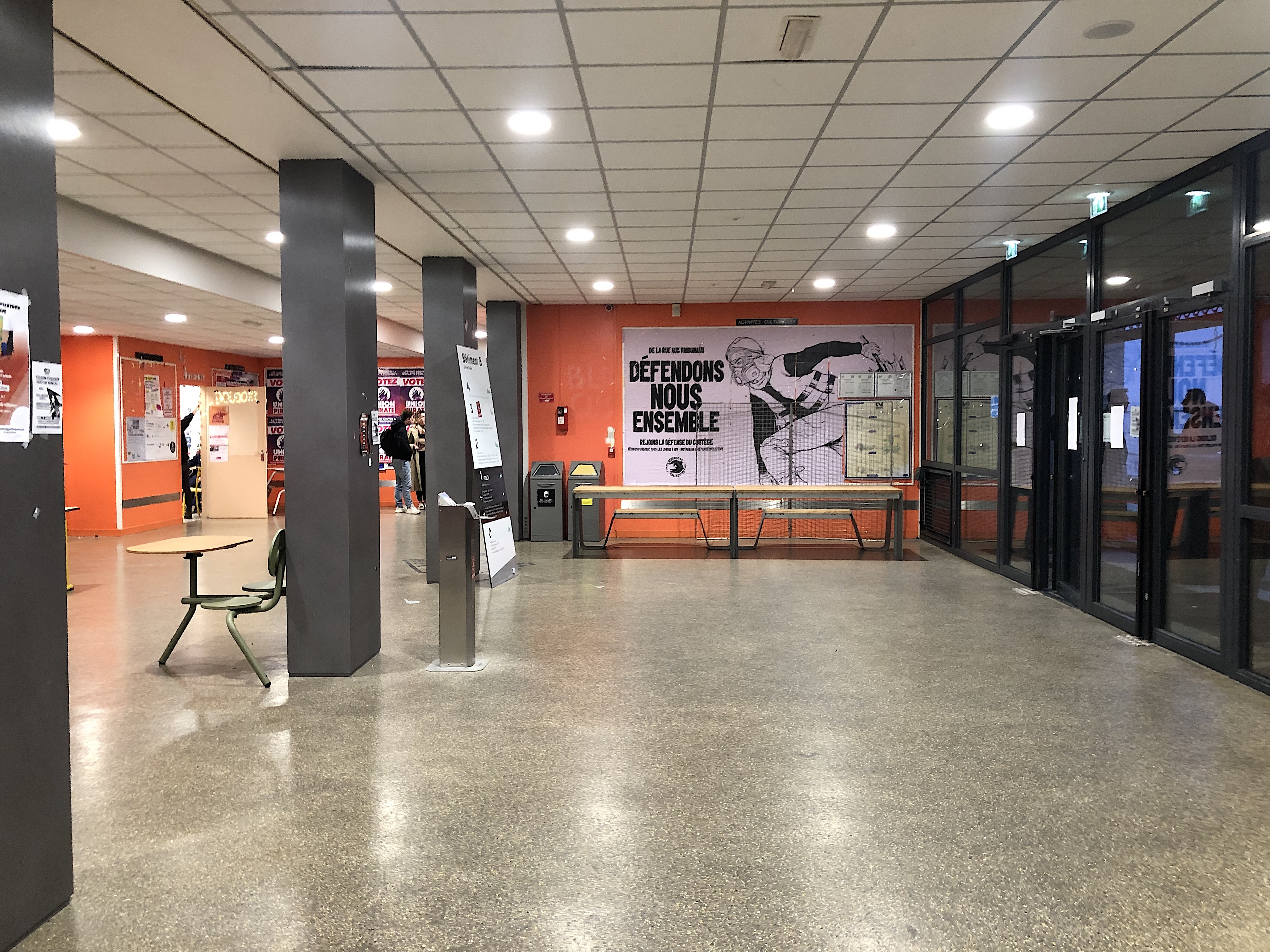
Le hall B de l'Université, point névralgique de l'engagement associatif à Rennes 2. Ici, le panneau “Activités culturelles”.

Depuis la création de l'université Rennes 2 peu avant 1968, des mouvements sociaux d’étudiants ont fréquemment marqué l’histoire du campus. Ils ont souvent montré leur mécontentement par rapport aux réformes liées au système universitaire ou à l’emploi. La durée des mobilisations, qui peuvent se traduire par des blocages, sont variables mais peuvent parfois durer plusieurs mois. Parmi les mouvements récents ayant provoqué des blocages, l’opposition au contrat d'insertion professionnelle en 1994, contre la sélection à l'entrée de l'université, en 1995, contre le plan 3UM en 1998, contre la réforme LMD en 2003, contre le Contrat première embauche en 2006, contre la loi relative aux libertés et responsabilités des universités en 2007, en 2009 contre la masterisation des concours d'enseignement,, en 2016 contre la loi Travail, en 2018 contre la loi ORE, ou en 2023 contre la Réforme des retraites en France en 2023.
Des graffitis reflétant ces mouvements sont visibles à différents endroits du campus de Villejean. Ils se trouvent sur le bâtiment « B » entre le toit et le linteau des fenêtres du 2e étage. Citons : « Vive la dictariat du prolétature » du côté rue, « Poirier, moustaches assymétric = Sale flic », ou plus récemment en 2016 et 2018 « Vive la Commune » du côté agora. Elle est parfois surnommée « Rennes 2 la rouge » en raison de ces manifestations politiques. Selon Gilles Richard, « dès sa création, Rennes 2 est donc réputée pour être politisée à gauche, a contrario de Rennes 1, réputée plus à droite. ». Selon Tudi Kernalegenn, « le mouvement étudiant à Rennes 2, dans les années 70, était marqué par les étudiants en sociologie qui, pour beaucoup, faisaient partie du mouvement maoïste, puissant à l’époque à Rennes, comme le mouvement trotskiste. Idem l’Union démocratique bretonne, un parti autonomiste breton marqué à gauche. »

### Évolution démographique
| 1969  | 1972  | 1975  | 1979  | 1981  | 1984   | 1986   | 1987   | 1990   | 1992   |
| ----- | ----- | ----- | ----- | ----- | ------ | ------ | ------ | ------ | ------ |
| 6 613 | 6 638 | 7 562 | 8 481 | 9 861 | 12 483 | 13 000 | 13 848 | 16 306 | 18 500 |

| 1993   | 1996   | 1999    | 2000   | 2001   | 2002   | 2003   | 2004   | 2005   | 2006   |
| ------ | ------ | ------- | ------ | ------ | ------ | ------ | ------ | ------ | ------ |
| 20 948 | 19 615 | 20 151, | 20 174 | 20 162 | 20 749 | 21 434 | 21 453 | 20 136 | 18 937 |

| 2007   | 2008   | 2009   | 2010   | 2011   | 2013   | 2015   | 2016   | - | - |
| ------ | ------ | ------ | ------ | ------ | ------ | ------ | ------ | - | - |
| 17 376 | 16 421 | 17 004 | 17 836 | 19 478 | 21 445 | 22 597 | 23 737 | - | - |

## Personnalités liées à l'université

### Enseignants

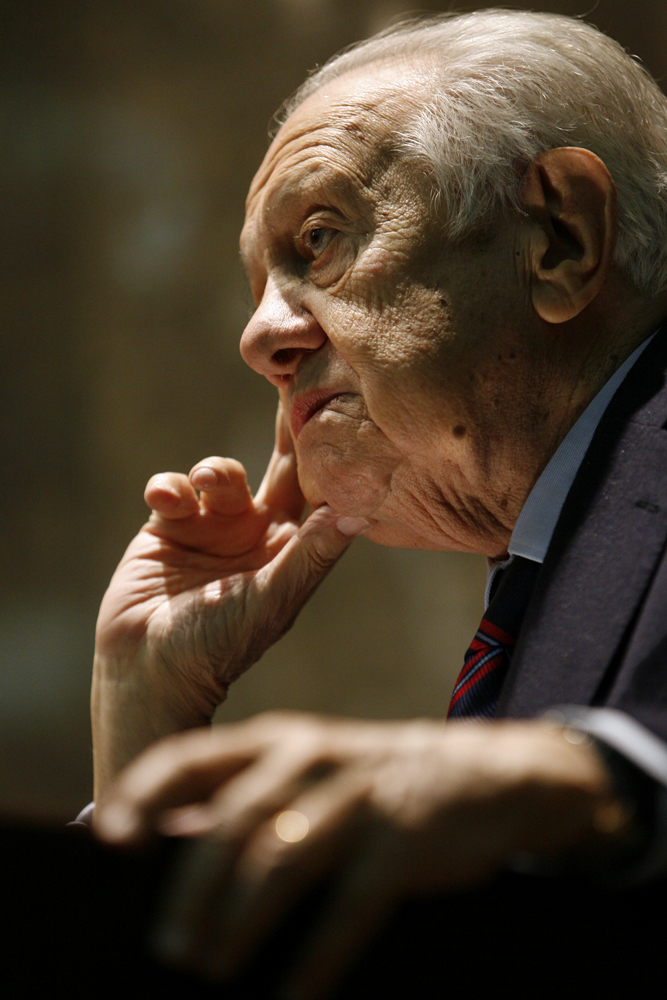
Mário Soares, du Portugal et ancien enseignant de l'université.

L'université a compté des professeurs reconnus dans différents domaines dans ses rangs :
Dans le domaine académique, l'université a compté des enseignants de renom comme Anne Malki-Le Meur, professeure émérite de grammaire allemande, Jacques Bompaire, helléniste et président de l'université Paris-Sorbonne, Jean Bousquet, archéologue et directeur de l'École normale supérieure, Jean Delumeau, historien et membre de l’Académie des inscriptions et belles-lettres, Bernard Miège, président de l'université Grenoble-III, ou encore Jean-François Huchet, président de l'INALCO. On y retrouve également Jean Ollivro, distingué de l'ordre de l'Hermine en 2005 et président de l'association Bretagne Prospective / Breizh Diawel.
Dans le domaine politique, l'université a compté des enseignants comme Mário Soares, président du Portugal qui enseigna la langue et la civilisation portugaise lors de son exil en France entre 1971 et 1973, Jean-Yves Le Drian, président de la région Bretagne, ministre de la Défense sous François Hollande et ministre des Affaires étrangères sous Emmanuel Macron, Gonzalo García Núñez, directeur de la Banque centrale du Pérou, invité par l'IDA en 2007-2008, Louis Le Pensec, ministre à plusieurs reprises, ou encore Henri Fréville, député, sénateur, et ancien maire de Rennes.
L'université a aussi compté des artistes comme Dominique Fernandez, prix Médicis 1974, prix Goncourt 1982, et membre de l’Académie française, l'auteur tchèque Milan Kundera (1929), prix Médicis 1973, Anne F. Garréta, écrivaine et membre de l'Oulipo, prix Médicis 2002, Robert Merle, écrivain et prix Goncourt 1949, ou encore l'auteur argentin Juan José Saer, prix Nadal 1987.

### Étudiants

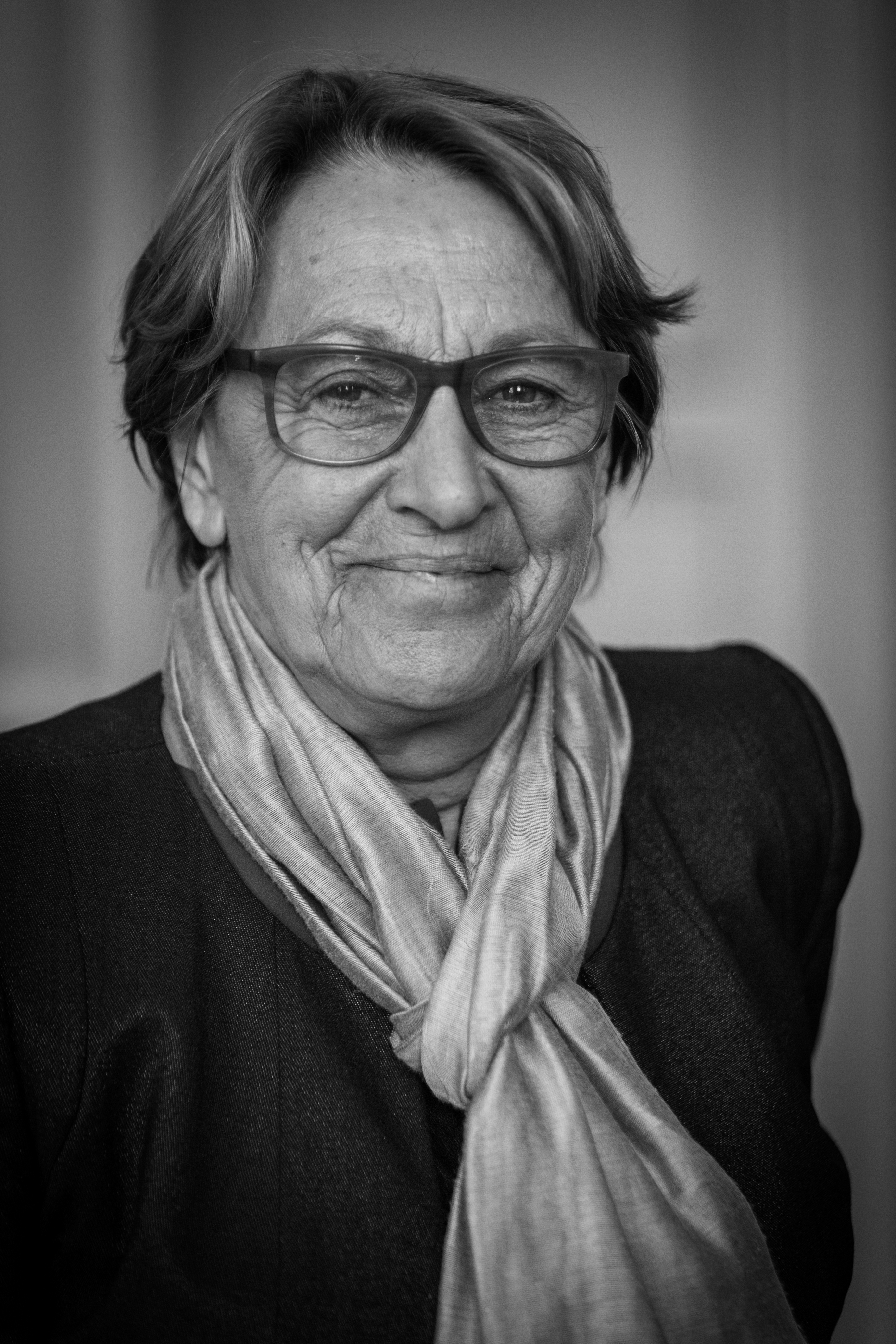
Marylise Lebranchu est l'une des ministres qui a étudié à l'université Rennes 2.

Plusieurs anciens étudiants de l'université ont eu une visibilité nationale ou internationale.
Dans le domaine de la musique, des chanteurs comme Agnès Windenberger, virtuose de la flute traversière, Étienne Daho, chanteur pop ayant remporté plusieurs disques d'or ou de platine, Muriel Laporte, chanteuse du groupe Niagara, Denez Prigent, chanteur breton, Philippe Katerine, Marion Lemonnier, chanteuse, compositrice de musique pour une grande télévision brésilienne, Sabine Devieilhe ou encore Leïla, finaliste de l'émission la Nouvelle Star 2009, comptent parmi les anciens étudiants de l'université.
Dans le domaine politique, des ministres comme Jean-Yves Le Drian et Marylise Lebranchu ont étudié à l'université, tout comme Bernadette Malgorn, haute fonctionnaire française et conseiller maître à la Cour des comptes, Jean Brihault, vice-président de la Fédération européenne de handball et ancien président de l'université, le diplomate américain Mark Boulware, ou encore Gael Roblin, militant indépendantiste breton, comptent parmi les anciens de l'université.
Dans le monde des arts, Philippe Le Guillou, prix Médicis 1997, Christophe Honoré, scénariste, écrivain, et réalisateur de Les Chansons d'amour, film en sélection officiel au festival de Cannes, ou encore Gustave Parking, humoriste, sont des anciens de l'institution.
Sur le plan des médias, Anne-Claire Coudray, présentatrice du 20 heures de TF1, Valérie Heurtel, présentatrice TV dans le groupe France télévision, ou Germain Lechaussée, Présentateur TV à CCTV-F sont eux aussi d'anciens étudiants de l'université.

### Docteurshonoris causa
L'université Rennes 2 compte quinze docteurs honoris causa.
L'université a remis cette distinction à des universitaires comme Jean-Pierre Wallot, président de la Société royale du Canada de 1999 à 2001, Robert Leaper, professeur émérite d'anglais à l’université d'Exeter, Jules Wilmet, professeur émérite de géographie de l’université catholique de Louvain, Radu Toma, linguiste roumain, ou encore Paul L. Harris, professeur de psychologie à l’université Harvard.
L'université a aussi remis cette distinction à des personnalités politiques comme Mário Soares qui y a enseigné, président du Portugal de 1986 à 1996, Mary Robinson, présidente de la république d'Irlande de 1990 à 1997, Alpha Oumar Konaré, président de la république du Mali de 1992 à 2002, ou encore John Hume, prix Nobel de la paix 1998.
Des artistes ont aussi eu cette distinction comme Richard Ford, prix Pulitzer 1996, Mario Vargas Llosa, prix Cervantes 1994 (« Ma Parente d'Arequipa », l'allocution qu'il prononça lors de la remise de son doctorat honoris causa fut par la suite publiée), Miguel Angel Estrella, pianiste argentin et ambassadeur de l'Argentine à l'UNESCO, Jorge Edwards, prix Cervantes 1999, Abdellatif Laâbi, poète et écrivain marocain, ou encore Jorge Semprún, prix Fémina et membre de l'Académie Goncourt.

## L'université dans les œuvres de fiction
Le film Brocéliande (2003) réalisé par Doug Headline avec Cédric Chevalme et Elsa Kikoïne. Une partie de l'histoire se passe sur le campus de Villejean mais le tournage s'est déroulé dans un autre lieu, et la seule référence à l'université est la courte séquence où l'on voit une carte d'étudiant « Rennes 2 » orange de 2001-2002. Dans Suite armoricaine (2015) de Pascale Breton, le tournage comme le scénario du film se situent dans ce même campus.

## Logotypes

Divers logotypes utilisés par Rennes 2
Utilisé avant la création de l'UEB.
Utilisé jusqu'en septembre 2010[131].
Utilisé jusqu'en décembre 2015[131].
Depuis le 1er janvier 2016 et la disparition de l'UEB remplacée par l'UBL[132].